# Any Way You Want It
Any Way You Want It è un singolo del gruppo musicale statunitense Journey, estratto dal loro album Departure nel 1980.

## Tracce
7" Single CBS 1-11213
1. Any Way You Want It – 3:20
2. When You're Alone (It Ain't Easy) – 3:09

12" Single CBS 12-8558
1. Any Way You Want It – 3:20
2. Do You Recall – 2:53
3. Lovin', Touchin', Squeezin' (live) – 4:52

## Nella cultura di massa
- La canzone è presente nei film Palla da golf, Rock of Ages, Pitch Perfect 2, Madagascar 3 - Ricercati in Europa e Charlie's Angels - Più che mai.
- È stata reinterpretata dal gruppo punk rock Rise Against e inserita come ultima traccia nell'album Revolutions per Minute nel 2003.
- Il brano appare nelle serie televisive I Simpson, Chuck e Dr. House - Medical Division.
- Appare inoltre nell'episodio finale della prima stagione di Glee, in mash-up con l'altro singolo dei Journey Lovin', Touchin', Squeezin'.